# Miravete de la Sierra

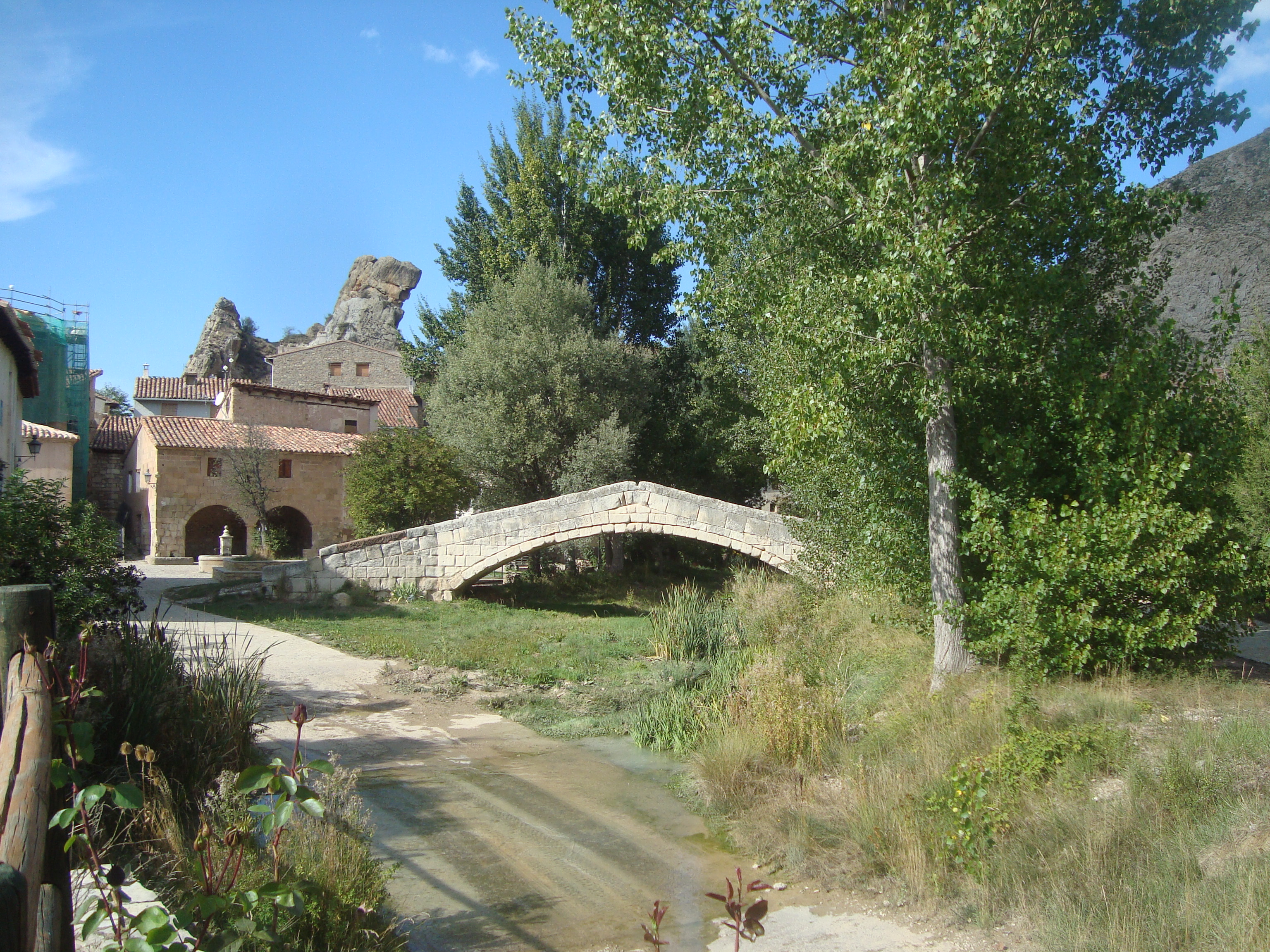
Miravete de la Sierra (Teruel)

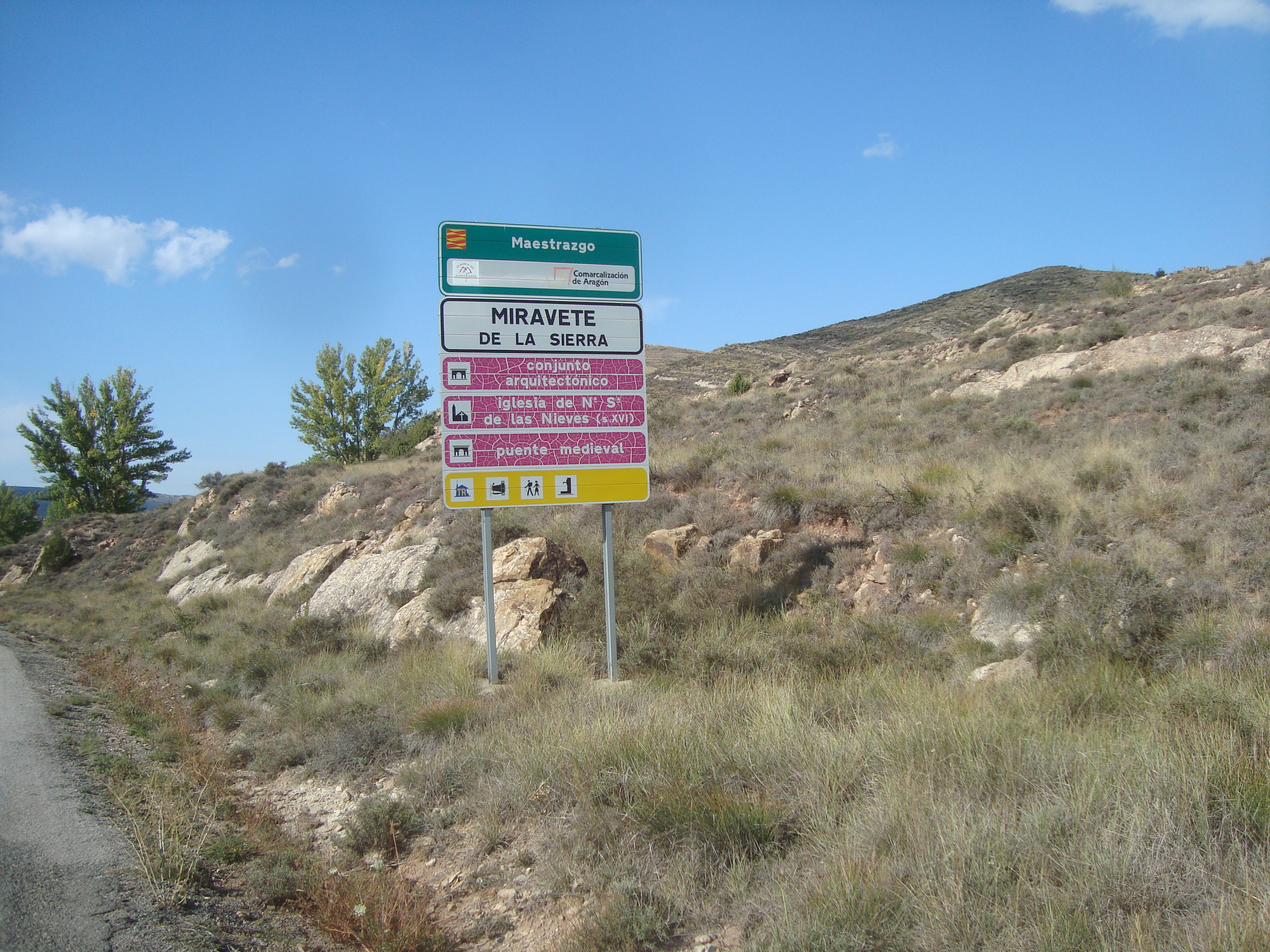
Miravete de la Sierra (Teruel)

Miravete de la Sierra est une commune d’Espagne, dans la Comarque du Maestrazgo, province de Teruel, communauté autonome d'Aragon.

## Histoire
Au XIIIe siècle, le château et la ville de Miravete de la Sierra ont appartenu aux hospitaliers de la commanderie d'Aliaga (an) à la suite de leur mise en gage en 1220 par le seigneur Guillén de Mendoza. Cependant, cette possession hospitalière de la châtellenie d'Amposta n'a pas été conservée puisque en 1321, on constate qu'elle est entre les mains de l'évêque de Saragosse.

### Articles connexes

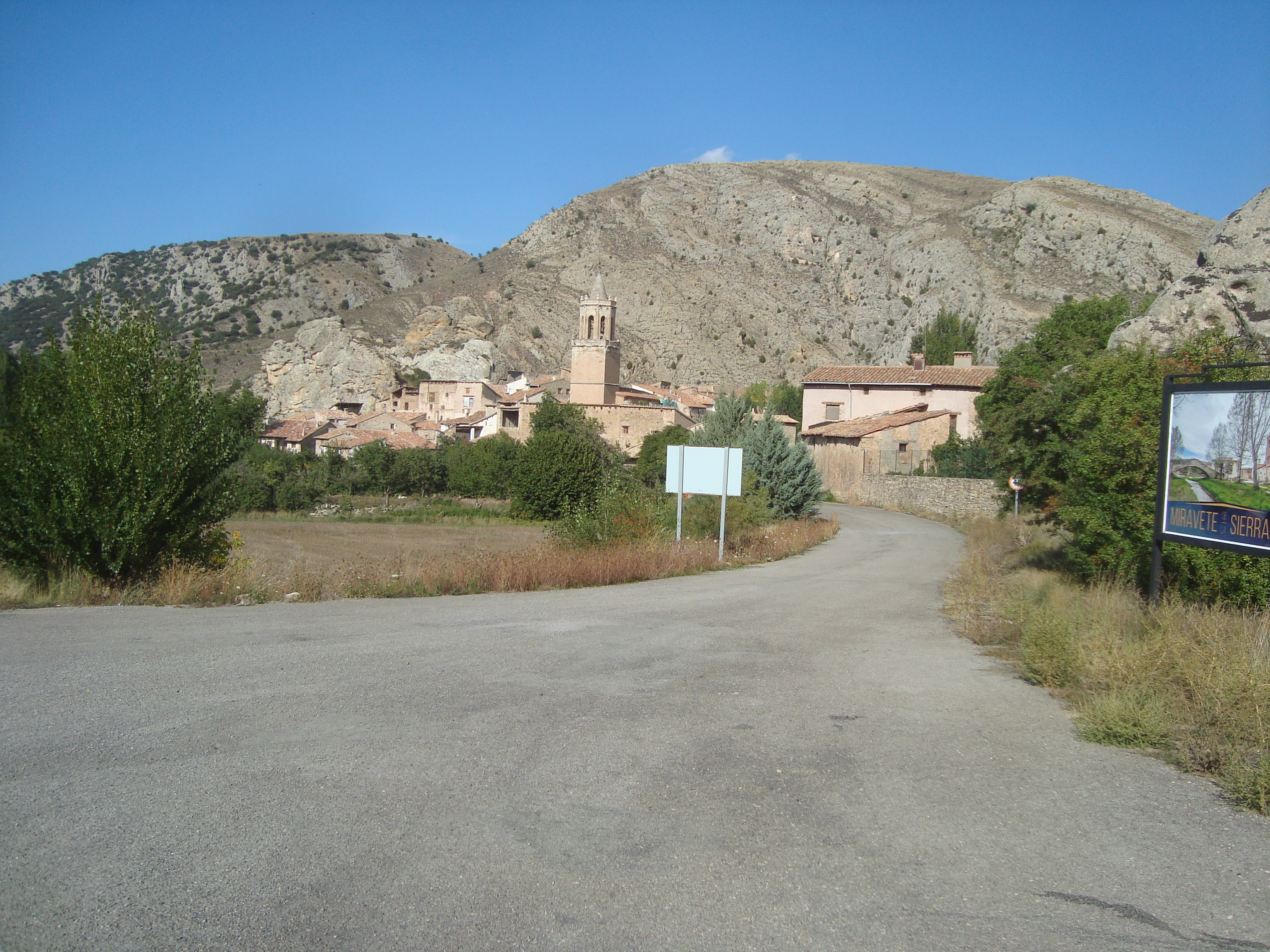
Miravete de la Sierra, Maestrazgo (Teruel)

## Liens externes

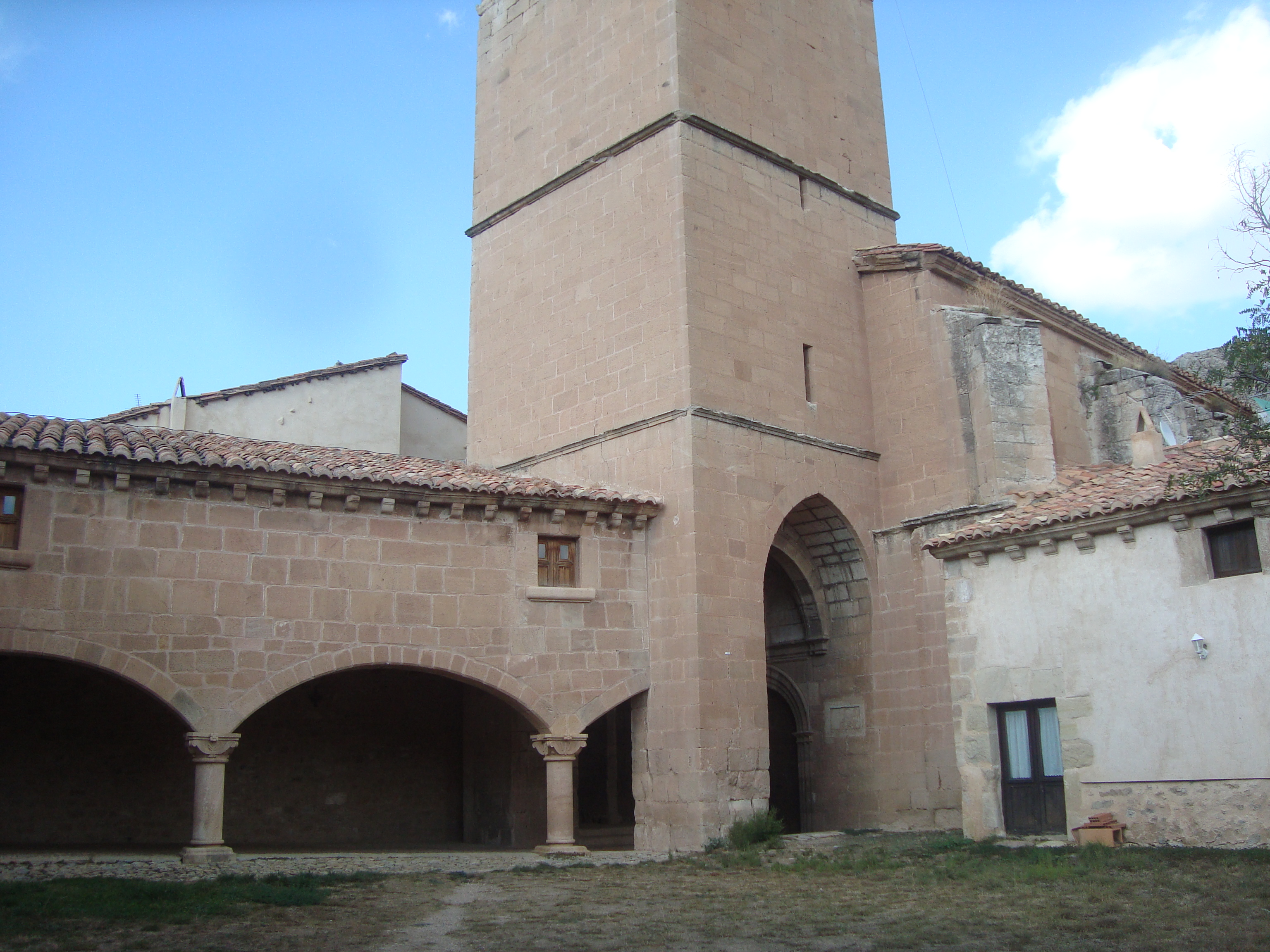
Iglesia de Nuestra Señora de las Nieves (Miravete de la Sierra)